# Grafhorst
Grafhorst er en kommune i den nordøstlige del af Landkreis Helmstedt, i den sydøstlige del af den tyske delstat Niedersachsen. Den har en befolkning på omkring 1000 mennesker (2012), og er
en del af amtet (Samtgemeinde) Velpke.

## Geografi
Grafhorst ligger omkring 13 km øst for Wolfsburg, mellem Naturparkerne Elm-Lappwald og Drömling.
Kommunen grænser mod øst til delstaten Sachsen-Anhalt, og en del af grænsen dannes af floden Aller.